# Hermann Fabry senior
Hermann Hubert Fabry (* 10. Januar 1880 in Jülich; † 10. August 1969 in Bochum) war ein deutscher Dermatologe.

## Werdegang
Hermann Fabry entstammte einer Kaufmannsfamilie aus Jülich. Der Vater betrieb dort ein kleines Geschäft. Fabry hatte neun Geschwister. Er war der jüngste Bruder von Johannes Fabry und Vater von Hermann Josef Hubert Carl Fabry.
1899 legte er das Abitur am Stadtgymnasium Dortmund ab. In den Jahren 1900 bis 1904 studierte er Medizin in Bonn, München und Berlin und wurde wie sein Bruder u. a. von Joseph Doutrelepont zum Dermatologen ausgebildet. 1905 wurde er in Bonn promoviert. 1905 bis 1907 verpflichtete er sich freiwillig als Stabsarzt bei der Schutztruppe in Deutsch-Ostafrika. Er wurde in den Matumbi-Bergen stationiert und später Arzt am Sewa-Haji-Hospital in Daressalam, Tansania. Von 1907 bis 1908 arbeitet er als Erster Assistenzarzt in der Hautklinik am Louisen-Hospital (heute Dortmunder Stadtkrankenhaus). 1908 ließ er sich in Bochum nieder und gründet als Belegarzt 1912 die Hautklinik am St. Josef-Hospital Bochum mit 60 Betten. Später erweiterte er die Klinik um 30 Betten. Die Leitung der Klinik wurde durch den Ersten Weltkrieg unterbrochen. Von 1914 bis 1919 war er Stabsarzt und später Oberstabsarzt im Kriegslazarett XXI in Białystok. Die Leitung der Hautklinik gab er 1957 an seinen Sohn, Hermann Josef Hubert Fabry ab. Sie bestand 1957 aus einem Assistenzarzt, zwei Pflegern und einer Nonne.
Von 1920 bis 1933 war er im Vorstand des Ärztevereins und der Medizinischen Gesellschaft Bochum. Nach seiner Weigerung der NSDAP beizutreten, wurde er von allen Ämtern ausgeschlossen. Er trat auch nicht der 1935 gegründeten Reichsärztekammer bei. Wegen seiner politischen Unbedenklichkeit wurde er 1945 zusammen mit dem Chefarzt der Chirurgie im Augusta-Kranken-Anstalt Bochum Heinrich Schlössmann von der Militärregierung mit dem Wiederaufbau der medizinischen Versorgung in Bochum beauftragt. Von 1945 bis 1952 war er der Bezirksstellenleiter der kassenärztlichen Vereinigung und Kammervertreter für den Bezirk Bochum. Außerdem war er der Delegierte in der Ärztekammer Westfalen-Lippe und Vorsitzender des Ärztevereins Bochum. Für seine Aufbauarbeit erhielt er das Bundesverdienstkreuz 1. Klasse.
2006 stiftete die Medizinische Gesellschaft Bochum ihm zu Ehren den Hermann-Fabry-Förderpreis für Doktoranden der medizinischen Fakultät der Ruhr-Universität Bochum, der mit 1500 EUR dotiert ist.
1982 wurde ein Abbild seines Kopfes in Bronze gestiftet. Die Arbeit wurde von Werner Klenk ausgeführt und steht heute im Hörsaalzentrum des St. Josef-Hospitals.

## Weiterführende Literatur
- Albrecht Scholz: Geschichte der Dermatologie. Springer, Berlin/Heidelberg 1999.
- Peter Altmeyer (Hrsg.): 100 Jahre Dermatologie Bochum. Klinik für Dermatologie, Venerologie und Allergologie der Ruhr-Universität Bochum, Bochum 2012.

## Auszeichnungen
- 1907: Kronenorden IV. Klasse
- 1912: Kolonial-Denkmünze
- 1915: Eisernes Kreuz II. Klasse
- 1916: Hanseatenkreuz
- 1960: Bundesverdienstkreuz I. Klasse